# Eifeler Musikfest
Das Eifeler Musikfest ist ein Kirchenmusikfest, das seit 1946 alljährlich am Wochenende nach Pfingsten im Kloster Steinfeld/Eifel stattfindet. Es ist damit das älteste noch bestehende Musikfest im Rheinland. Träger ist heute der Kreis Euskirchen in Zusammenarbeit mit dem Förderverein des Klosters Steinfeld. 

## Konzeption
Dem Geist des klösterlichen Veranstaltungsortes entsprechend ist das Eifeler Musikfest ein katholisches Kirchenmusikfest. Im Festhochamt wird die Tradition der Missa solemnis, des feierlichen von Chor und Orchester begleiteten  Gottesdienstes gepflegt. Höhepunkt des Musikfestes bildet ein Oratorienkonzert am Sonntagnachmittag, in dem die großen Kirchenmusikwerke von Monteverdi bis Bruckner zur Aufführung kommen. Zu den kirchenmusikalischen Konzerten tritt seit den späten fünfziger Jahren ein Kammerkonzert am Samstagabend, mit einem „weltlichen“ Programm, das diesem entsprechend an verschiedenen Orten der weitläufigen Klosteranlage inszeniert wird. Zeitweilig wurde das Festprogramm durch ein Orgelkonzert mit namhaften Organisten an der Steinfelder  Balthasar-König-Orgel am Sonntagmittag ergänzt.

## Künstler
Die Künstlerische Leitung lag bis 1963 in den Händen des Aachener Domkapellmeister und Gründers Prof. Theodor Bernhard Rehmann (1895–1963). 
Dirigenten waren u. a. Wolfgang Sawallisch, Romanus Hubertus, Wolfgang Trommer und Hans Walter Kämpfel.

## Geschichte
Das Eifeler Musikfest wurde 1946 auf Initiative des Aachener Bischofs Johannes Joseph van der Velden und dem Aachener Domkapellmeister Theodor Bernhard Rehmann gegründet. Es sollte ihrer Idee nach „Musikkultur“ in die verarmte und kriegsgeschädigte Eifel bringen. Nach wenigen Jahren entwickelte sich das Eifeler Musikfest zu einem populären Volksfest in der Region. Nach Festhochamt und Orgelkonzert gab es eine Freiluft-Aufführung im Klosterhof als Sinfoniekonzert mit dem Sinfonieorchester Aachen und Werken vornehmlich von Bruckner und Beethoven. Der Aachener Domchor hielt auch unter dem Rehmann-Nachfolger im Amt des Domkapellmeisters, Prälat Rudolf Pohl, die Tradition aufrecht, das Festhochamt beim Eifeler Musikfest musikalisch zu gestalten. Das nachmittäglich Oratorienkonzert lag viele Jahre in den Händen der Bonner-Bach-Gemeinschaft und ihrem Dirigenten Professor Gustav Classens. In den 1970er- und 1980er-Jahren traten dann auch anderen renommierte Konzertchöre aus Köln, Mainz und Düsseldorf beim Eifeler Musikfest auf.